# Oloberotha sinica
Oloberotha sinica là một loài côn trùng trong họ Berothidae thuộc bộ Neuroptera. Loài này được Ren & Guo miêu tả năm 1996.